# Kenmonoc de Vannes
Kenmonoc de Vannes (floruit IXe siècle), évêque de Vannes vers 878-888 .

## Contexte
Kenmonoc est mentionné dans le Cartulaire de Redon de 877 à 888. Comme ses prédécesseurs Courangten et Dilès ou Dilis, il a sous sa juridiction les bretons du diocèse de Nantes en dissidence de leurs évêques Actard et ses successeurs après la mort de Gislard de Guérande en 851.
L'évêque est mentionné une première fois dans l'acte de donation fait à Allaire par Alain à l'Abbaye de Redon de la paroisse d'Arzon. Ce document est daté avec précision du « deux des ides de juin(12 juin) cinquième férie (jeudi) huitième jour du mois lunaire de l'an du Seigneur  879 indiction XI, première année du règne du roi Louis, seconde année du principat d'Alain en Boérec, Kenmonnoc évêque de la cité de Vannes, Libère abbé du monastère de Redon  ». Ces éléments concordent exactement entre eux pour l'an 878.

## Sources
- (la) Jean-Barthélemy Hauréau, Gallia Christiana, vol. XIV Provincia Turonensi, Paris, Firmin-Didot, 1856, p. 921 Ecclesia Venetensis  XX Cenmenocu
- Arthur de La Borderie, Histoire de la Bretagne, vol. II, Mayenne, Joseph Floch (réédition), 1975, 563 p., p. 267,337,338,343 (note),355
- André Chédeville et Hubert Guillotel, La Bretagne des Saints et des rois  Ve – Xe siècle, Rennes, Ouest-France Université, 1984, 423 p. (ISBN 2858826137), p. 360-361